# Callilepis rajasthanica
Espèce
Callilepis rajasthanica est une espèce d'araignées aranéomorphes de la famille des Gnaphosidae.

## Distribution
Cette espèce est endémique du Rajasthan en Inde,. Elle se rencontre dans le district de Jodhpur.

## Description
La femelle holotype mesure 4,80 mm.

## Étymologie
Son nom d'espèce lui a été donné en référence au lieu de sa découverte, le Rajasthan.

## Publication originale
- Tikader & Gajbe, 1977 : Studies on some spiders of the genera Gnaphosa Latreille and Callilepis Westring (family: Gnaphosidae) from India. Records of the Zoological Survey of India, vol. 73, p. 43-52 (texte intégral).